# WrestleMania 2
WrestleMania 2 was een pay-per-viewevenement in het professioneel worstelen dat geproduceerd werd door de World Wrestling Federation (WWF). Dit evenement was de tweede editie van WrestleMania en vond plaats op 7 april 1986 op drie locaties: het Nassau Veterans Memorial Coliseum in Uniondale (New York), het Rosemont Horizon in Rosemont (Illinois) en het Los Angeles Memorial Sports Arena in Los Angeles (Californië).

## Matchen en resultaten
| Nr.                                                                          | Match | Winnaar(s)                             |
| ---------------------------------------------------------------------------- | --- | -------------------------------------- |
| Resultaten vanuit het Nassau Coliseum                                        | |                                        |
| 1                                                                            | Paul Orndorff vs. The Magnificent Muraco (met Mr. Fuji) in een één-op-één match | Geen door een dubbele count out        |
| 2                                                                            | Randy Savage (c) (met Miss Elizabeth) vs. George Steele in een één-op-één match voor het WWF Intercontinental Championship | Randy Savage (c)                       |
| 3                                                                            | George Wells vs. Jake Roberts in een één-op-één match | Jake Roberts                           |
| 4                                                                            | Roddy Piper (met Bob Orton & Lou Duva) vs. Mr. T (met Joe Frazier & The Haiti Kid) in een boksmatch | Mr. T; diskwalificatie van Roddy Piper |
| Resultaten vanuit het Rosemont Horizon                                       | |                                        |
| 1                                                                            | The Fabulous Moolah (c) vs. Velvet McIntyre in een één-op-één match voor het WWF Women's Championship | The Fabulous Moolah (c)                |
| 2                                                                            | Nikolai Volkoff (met Freddie Blassie) vs. Corporal Kirchner in een Flag match | Corporal Kirchner                      |
| 3                                                                            | André the Giant vs. Bret Hart vs. Jimbo Covert vs. Pedro Morales vs. Tony Atlas vs. Ted Arcidi vs. Harvey Martin vs. Danny Spivey vs. Hillbilly Jim vs. King Tonga vs. The Iron Sheik vs. Ernie Holmes vs. B. Brian Blair vs. Jim Brunzell vs. Big John Studd vs. Bill Fralic vs. Jim Neidhart vs. Russ Francis vs. Bruno Sammartino vs. William "Refrigerator" Perry in een 20-man battle royal match | André the Giant                        |
| 4                                                                            | Brutus Beefcake & Greg Valentine als (The Dream Team)(c) (met Johnny Valiant) vs. The British Bulldogs (met Ozzy Osbourne & Lou Albano) in een tag team match voor het WWF Tag Team Championship | The British Bulldogs (nc)              |
| Resultaten vanuit het Los Angeles Memorial Sports Arena                      | |                                        |
| 1                                                                            | Ricky Steamboat vs. Hercules Hernandez in een één-op-één match | Ricky Steamboat                        |
| 2                                                                            | Uncle Elmer vs. Adrian Adonis (met Jimmy Hart) in een één-op-één match | Adrian Adonis                          |
| 3                                                                            | Terry Funk & Hoss Funk (met Jimmy Hart) vs. The Junkyard Dog & Tito Santana in een tag team match | Terry Funk & Hoss Funk                 |
| 4                                                                            | Hulk Hogan (c) vs. King Kong Bundy (met Bobby Heenan) in een Steel Cage match voor het WWF Championship | Hulk Hogan (c)                         |
| (c) huidige kampioen voor en na de match \| (nc) nieuwe kampioen na de match | |                                        |